# Pasir Nangka
Pasir Nangka is een bestuurslaag in het regentschap Tangerang van de provincie Banten, Indonesië. Pasir Nangka telt 18.387 inwoners (volkstelling 2010).